# Vall de Vianya
Vall de Vianya (oficialmente, en catalán, la Vall de Bianya) es un municipio español de la comarca catalana de La Garrocha, en la provincia de Gerona. El municipio contiene once poblaciones situadas generalmente en los valles de Vianya y del Bach, y la mayoría se originaron alrededor de una iglesia románica. La capital del municipio es Hostalnou de Vianya, y La Caña es el pueblo más habitado. Forma parte del parque natural de la Zona Volcánica de la Garrocha.
La fiesta mayor de Vall de Vianya, general a todos los pueblos y vecindarios que forman parte del municipio, se celebra en honor a San Isidro, patrón de los payeses, en mayo, con diferentes actos como la sembrada de confites y caramelos por parte de los pavordes de la fiesta. También otros pueblos del municipio celebran sus propias fiestas mayores, como la fiesta mayor de la Caña (1 de mayo). Desde 2008, el primer fin de semana de febrero, se celebra la fira del farro, producto tradicional del municipio.

## Etimología
A lo largo de la historia, la palabra Vianya se ha escrito o bien con V o con B (Bianya). La referencia más antigua del topónimo es del año 958, con el nombre Vallebiania, que posteriormente cambió en Bianna (1117), Bisania (1319) y finalmente, Bianya. En el siglo XIX también se utilizó Vianya (Viaña en castellano), forma que pasó a ser la habitual hasta la Segunda República, cuando se recuperó Bianya. En julio de 1939 se vuelven a utilizar las formas Vianya y Viaña, hasta que con la recuperación de la democracia, se vuelve a Bianya.
El origen del nombre no está claro, habiendo dos hipótesis principales, una decantándose más por la forma con V y la otra por la forma con B:
- Vianya provendría del latín Vía Annia.[3][4] Este nombre sería el que los antiguos romanos dieron a la calzada romana ahora llamada Vía Romana del Capsacosta, una ramificación de la Vía Augusta. Desde Figueras entraba hacia la zona de montaña, y después de atravesar el valle de Vianya subía desde el Capsacosta hacia el pico de Ares, donde se volvía a unir, ya en Galia, con la Vía Augusta.[5]
- Bianya significaría dos ríos, haciendo referencia a las rieras de Sant Ponç d'Aulina y Santa Llúcia de Puigmal, que cuando se unen alrededor del núcleo de Ca L'Enric reciben el nombre de riera de Vianya. Eso vendría explicado por documentos del siglo XIII donde se escribe Bisania: bis indicaría repetición y ania derivaría del latín amnis, que significa río.[3] Aun así, la documentación anterior a este siglo no utiliza el prefijo Bis, sino Bi. Según Josep Calzada, el nombre Biania sería de origen prerromano, probablemente céltico. Inicialmente el nombre se referiría a la riera de Vianya, pero acabaría dando nombre al valle entero por donde ésta discurre.[6]

Otras teorías menos aceptadas lo relacionan con el nombre de lugar céltico Vianna (que se conserva bajo la forma Vienne en muchos nombres de poblaciones francesas), con el nombre personal Albiniana, o con el antropónimo árabe Abu Gàniya.

## Geografía y clima
Integrado en la comarca de La Garrocha, la capital municipal, L'Hostalnou de Bianya, se sitúa a 57 kilómetros de Gerona. El término municipal está atravesado por la carretera nacional N-260, en el pK 85 y entre los pK 87 y 100, y por una carretera local que conecta con San Pablo de Seguries.
El relieve del municipio está formado por el valle de Bianya, drenado por la riera de Bianya, en la que desaguan otros muchos torrentes, y numerosas sierras muy accidentadas, además del valle del Bach, situado más al norte, cuya riera da origen al río Llierca. Las sierras más septentrionales casi alcanzan los 1300 m, destacando los picos El Talló (1276 m) y Puig l'Ou (1299 m). Las sierras meridionales superan los 1100 m y hacen de límite con Riudaura, Olot y San Juan de Fuentes. El límite oriental está marcado por la riera de Castellar y el torrente de Vivers. Las montañas occidentales, entre las que destaca Puig Les Creus (1137 m), hacen de límite con la comarca del Ripollés y sirven de divisoria con la cuenca del río Ter.
| Noroeste: Camprodón                                     | Norte: Camprodón y Montagut i Oix | Nordeste: Montagut i Oix                   |
| Oeste: San Pablo de Seguries y San Juan de las Abadesas |                                   | Este: Montagut i Oix y San Juan de Fuentes |
| Suroeste: Riudaura                                      | Sur: Riudaura                     | Sureste: San Juan de Fuentes y Olot        |

| Entidad                   | Habitantes |
| ------------------------- | ---------- |
| La Caña                   | 562        |
| Capsec                    | 101        |
| Castellar de la Muntanya  | 12         |
| Hostalnou de Vianya       | 105        |
| Llocalou                  | 175        |
| Sant Andreu de Socarrats  | 46         |
| Sant Martí del Clot       | 35         |
| Sant Pere Despuig         | 92         |
| Sant Salvador de Bianya   | 75         |
| Santa Margarida de Bianya | 77         |
| Vall del Bac              | 36         |

El exclave de La Canya limita al este con la sierra de Aiguanegra (597 m), al oeste con el río Fluvià, al norte con San Juan les Fonts, y al sur con Olot.
La altitud oscila entre los 1300 m (Puig l'Ou) y los 350 m a orillas del río Fluvià. La capital municipal se alza a 366 m sobre el nivel del mar.
El clima de Vall de Vianya es mediterráneo de montaña con una cierta continentalidad, con la presencia de lluvias durante buena parte del año, pero especialmente en primavera, hecho característico de toda la comarca de La Garrocha. Aunque hay temperaturas suaves, en invierno es habitual que ocurran heladas, mientras que en verano las noches son frescas y agradables.

## Historia
El territorio que ahora forma el municipio de Vall de Vianya formó parte del Condado de Besalú. La implantación del condado provocó la organización del territorio en villas o distritos rurales, donde se construyeron grandes casas señoriales, y en grandes masías (villare), destinadas a conreadores de la tierra. La familia Bianya, que vivía en una casa señorial cerca de la iglesia de San Pedro Despuig, poseía un franco alodio en el actual territorio de Vall de Vianya. De hecho, fue gracias a esta familia que se construyó la iglesia de San Pedro Despuig, consagrada el año 964. Posteriormente, la casa señorial de los Bianya fue vendida a la familia Soler de Camprodón, después al Monasterio de San Pedro de Camprodón y finalmente, en 1396, el monasterio la vendió a la familia Corona, que construyó la Torre de Sant Pere. Estas demarcaciones señoriales creadas en la época del Condado de Besalú convivían con las antiguas demarcaciones eclesiásticas (las parroquias), que fueron el origen de la gran mayoría de los actuales pueblos de Vall de Vianya.
En el año 1396, el rey Martín el Humano incorporó a la Corona de Aragón las parroquias de Santa Margarita de Vianya, San Pedro Despuig, San Martín de Solamal, San Martín de Capsech, San Andrés de Socarrats y el vecindario de Les Illes (precursor del actual pueblo de La Caña). En el siglo XV, los fuertes terremotos que azotaron las tierras garrochinas afectaron Vall de Vianya, con muchas muertes y dejaron impracticables las iglesias de Santa María de Llongarriu en el valle del Bach, San Martín de Capsech, San Pedro Despuig, San Martín de Solamal y el templo de San Salvador de Vianya, además de desperfectos en el resto de iglesias de Vianya.
En 1497 existían once parroquias en el territorio de Vall de Vianya: Capsech, Castellar de la Montaña, San Andrés de Porreras, San Andrés de Socarrats, San Martín de Solamal, San Martín del Clot, San Miguel de la Torre (o Avellana Corba), San Pedro Despuig, San Salvador de Vianya, Santa Margarita de Vianya, Santa María Sacot y Vall del Bach. Durante la Baja Edad Media, las parroquias de Santa Margarita, San Pedro Despuig, San Martín de Solamal, San Martín de Capsech, y San Andrés de Socarrats, junto con el vecindario de Les Illes, formaban una entidad llamada Consejo General de Vall de Vianya o Universitat de Vianya, que se encargaba de administrar los pagos y cobros de los habitantes del lugar. Cada parroquia o vecindario tenía dos cónsules representados que se encargaban de la gestión del territorio que representaban, y cada fin de año todos los cónsules se reunían en la iglesia de Santa Margarita de Vianya, donde escogían los nuevos cónsules para el nuevo año y se escogía el almotacén.
El Consejo General de Vall de Vianya fue el precedente del actual municipio, formado a partir de la fusión de los antiguos entes a Capsech, a raíz de distintas reformas administrativas. En 1553 Avellana Corba se unió a Capsech. El decreto de Nueva Planta del año 1716 creó las nuevas estructuras municipales, permitiendo la formación de ocho municipios autónomos en el actual territorio de Vall de Vianya: Capsech, Castellar de la Montaña, San Martín del Clot, Santa Margarita de Vianya, San Pedro Despuig, Vall del Bach, San Salvador de Vianya y Socarrats. En comparación con las antiguas parroquias, el único cambio fue la desaparición de las parroquias de San Andrés de Porreras, San Martín de Solamal y Santa María Sacot, que quedaron integradas en los mencionados nuevos municipios.
La nueva Constitución española de 1869 vino acompañada de una reforma de las administraciones en 1870 que provocó la unión de seis municipios más al de Capsech el año 1875: Castellar de la Montaña, Socarrats (que incluía el vecindario de Les Illes), San Martín del Clot, San Pedro Despuig, Santa Margarita de Vianya y Vall del Bach. Esta serie de fusiones dejaron tan sólo dos municipios en el actual Vall de Vianya: el municipio de San Salvador de Vianya y el anteriormente mencionado municipio de Capsech, que durante el siglo XIX se llamó Vall de Vianya y que volvió a recuperar este nombre a partir de 1917 a raíz de una petición hecha por los vecinos en diciembre de 1909 y que se repitió en julio de 1911. El mismo año del cambio de nombre se trasladó la capital municipal de Capsech a Hostalnou de Vianya, pueblo que está muy cerca de la iglesia de Santa Margarita de Vianya.
Durante la guerra civil española se incendiaron muchas de las iglesias de los antiguos municipios de Vall de Vianya (Capsech) y San Salvador de Vianya. También se perdió la documentación histórica y los antiguos registros parroquiales a excepción de los de San Salvador de Vianya, San Martín de Capsech, Santa María de Castellar de la Montaña y Vall del Bach. La imagen de Santa Margarita de la iglesia del mismo nombre y el retablo barroco de la iglesia de Santa Magdalena del Coll pudieron salvarse, no así numerosas piezas de valor historicoartístico del templo de San Salvador de Vianya, que incluso fue utilizado como matadero. El municipio de San Salvador de Vianya cambió su nombre al de Els Hostalets de Capsacosta, y hubo colectivizaciones de servicios e industrias.
Al final de la guerra, las tropas franquistas no pasaron por Vall de Vianya o San Salvador de Vianya, aunque pudieron controlar los gobiernos municipales sin resistencia. Al principio, una de las prioridades del régimen fue la recuperación de los centros de culto destruidos durante la guerra. A partir de los años 1950 se inicia una gradual recuperación económica que permitió la construcción de varios puentes que mejoraron las comunicaciones entre diferentes pueblos y masías diseminadas. En los años 1960 destacan las obras de urbanización en La Caña, Llocalou y Hostalnou, y la creación del complejo parroquial de La Caña en 1968.
El municipio adquirió su extensión actual en 1970, cuando a través de un decreto, el régimen franquista anexionó San Salvador de Vianya al municipio de Vall de Vianya (Capsech). El proyecto de fusión municipal fue propuesto por la Jefatura Provincial del Servicio Nacional de Inspección y Asesoramiento de las Corporaciones Locales en febrero de 1968, y en principio incluía también San Pablo de Seguríes, pero las autoridades locales rechazaron la fusión con este municipio. En 1973 inició su mandato Montserrat Reixach, una de las primeras mujeres catalanas en ser alcaldesa; su mandato además coincidió con la transición democrática española.
El primer alcalde después de la vuelta a la democracia fue Ernest Nogareda. Para evitar la marcha de habitantes a otros municipios, en 1984 y 1985 se inicia la construcción de las urbanizaciones de Hostalnou de Vianya y Llocalou, respectivamente. En 1993 se inauguró el centro cívico de Hostalnou de Vianya, y se renovó el edificio consistorial. En 1994 además, se estrenaron los nuevos túneles de Capsacosta que mejoraron la comunicación de La Garrocha con el Ripollés. La construcción de los túneles permitió el descubrimiento de un manantial y el año 1996 se inició un proyecto por fases para aprovecharlo. En el año 2016 se concluyó el proyecto, dividido en nueve fases ejecutadas bajo el mandato de tres alcaldes diferentes, y que ha permitido abastecer de agua a 90 % del municipio con el manantial de Capsacosta.

## Comunicaciones
Atraviesa Vall de Vianya la carretera C-26 entre Olot y Ripoll, que en la década de 1990 fue mejorada en su trazado con la construcción de los túneles de Capsacosta y de Collabós en el valle de San Poncio de Aulina. Hay, además, la carretera hacia San Pedro Despuig y la de San Salvador de Vianya a San Pablo de Seguríes, que salen de la C-26, y la carretera que proviene, en la cuesta de Coubet, de la antiga N-260 hacia San Juan de las Abadesas, al límite sudeste del término municipal. El resto de vías de comunicación entre los distintos núcleos de población del municipio son caminos vecinales y pistas de montaña, algunas asfaltadas.

## Demografía
Vall de Vianya cuenta con una población de 1350 habitantes (INE 2024).
| Gráfica de evolución demográfica de Vall de Vianya entre 1842 y 2021 |
| |
| Población de derecho según los censos de población del INE Población de hecho según los censos de población del INE En 1857 crece el término del municipio porque incorpora a Castellar de la Montaña, San Martín del Clot y Vall del Bach En 1969 crece el término del municipio porque incorpora a San Salvador de Vianya |

El 1553 incorpora Avellana Corba; el 1717, San Andrés de Porreras, Sant Martín de Solamal i Santa María Sacot; el 1857, Vall del Bach, Castellar de la Montaña, San Andrés de Socarrats, Sant Martín del Clot, San Pedro Despuig y Santa Margarita de Vianya; el 1969, San Salvador de Vianya.

## Economía
Los bosques, de encinas, pinos rojos y robles y las áreas de pasto ocupan la mayor parte del municipio. Los conreos son principalmente de secano y en su mayoría producen maíz y forraje, mientras que el regadío se limita a los productos de la huerta. La ganadería se basa en la cría de vacuno tanto de leche como de carne, porcino y ovino.
Junto con las tradicionales actividades agrícolas encontramos una industria diversificada, con una buena oferta de suelo industrial. Destacan el sector textil, el alimentario, el de la madera, el del metal y sobre todo, el químico, con la fabricación de materiales plásticos y productos farmacéuticos veterinarios. Casi todas las empresas se encuentran alrededor de la carretera que une la Caña con el pueblo de Hostalnou de Vianya, en el sector más cercano a Olot. Hasta el principio del siglo XX, en los bordes de los ríos había 11 molinos harineros.
Los bellos parajes naturales y los monumentos históricos han favorecido el impulso del turismo rural en el municipio. Se han establecido distintos tipos de alojamiento (cámping, numerosas residencias en casas de payés, casas de colonias) y también restaurantes, entre el que cabe destacar el de Ca l'Enric, con una estrella Michelin. En los últimos años, el ayuntamiento ha potenciado el turismo con la rehabilitación de una antigua escuela como punto de información turística y la adecuación de las distintas iglesias para poder visitarlas.
La buena situación económica del municipio se reflejó en un estudio en el que obtuvo la máxima puntuación entre todos los municipios de Cataluña y la octava de España.